# Brukscykel

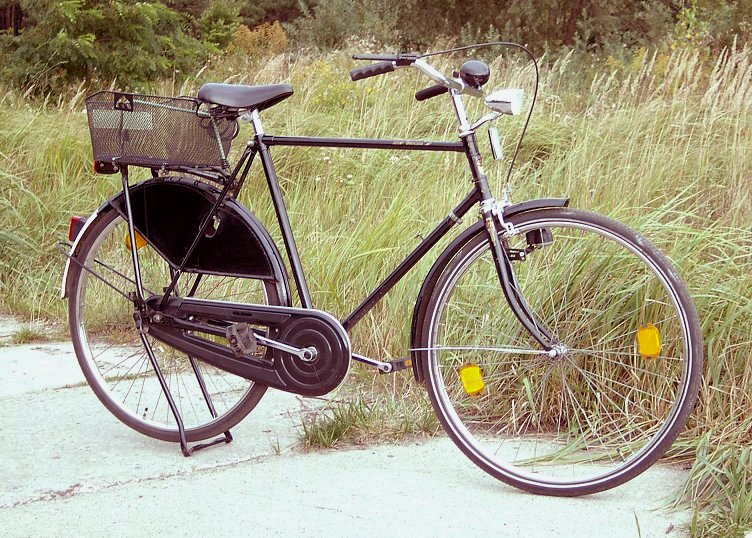
En herrcykel.

En brukscykel, stadscykel(citybike) är en cykel avsedd för transport till vardags, i motsats till terrängcyklar, tävlingscyklar eller andra cyklar avsedda för fritids- eller tävlingsbruk. Det finns många olika sorters brukscyklar vara oväxlad eller växlad.
Några klassiska modeller av brukscyklar är herrcykeln och damcykeln. Även en hybridcykel kan räknas som brukscykel.